# Stötteritzer Wäldchen

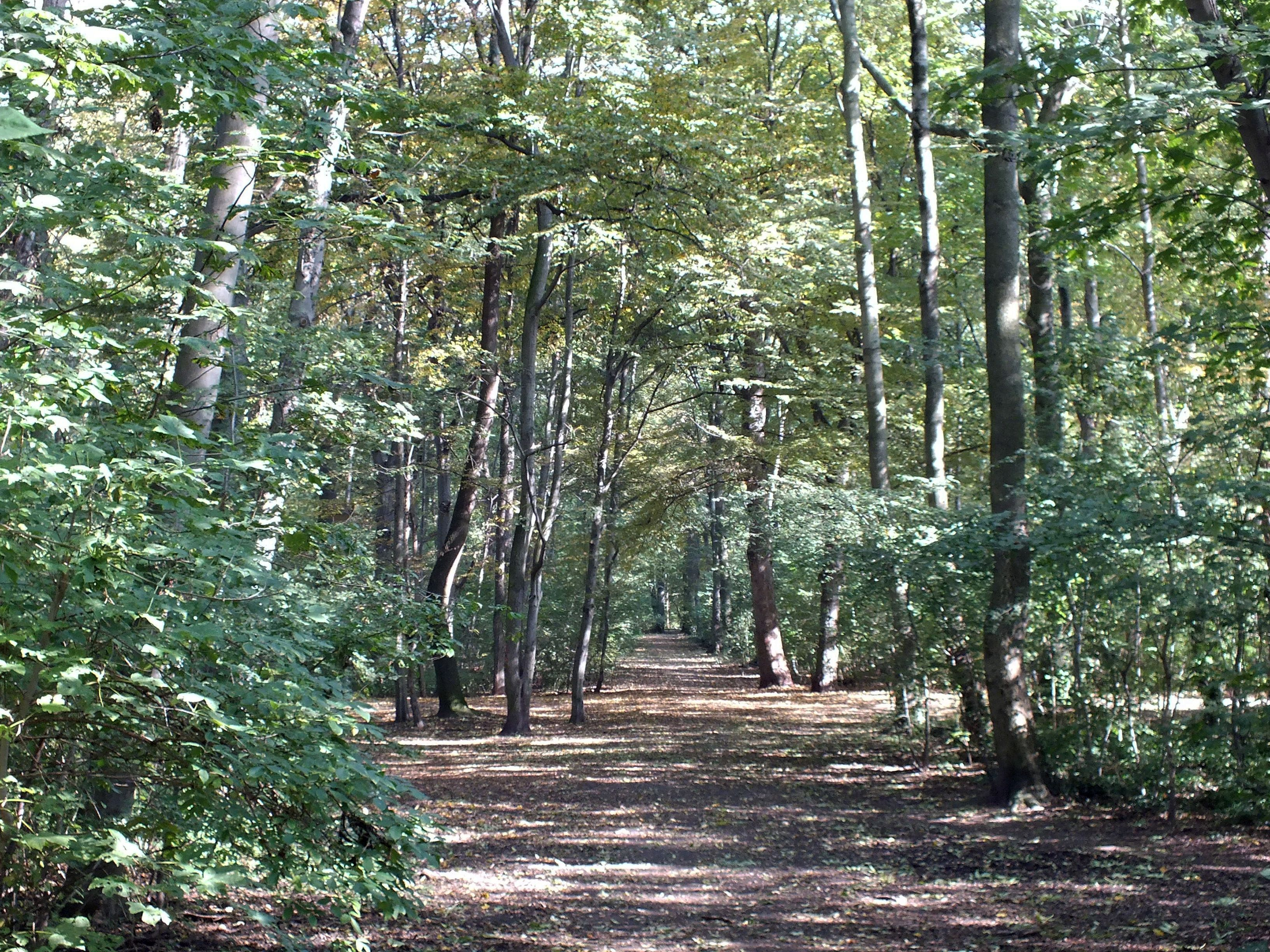
Stötteritzer Wäldchen

Das Stötteritzer Wäldchen ist ein kleiner Waldbereich innerhalb der sächsischen Großstadt Leipzig.

## Lage und Gestalt
Das Stötteritzer Wäldchen liegt im Norden des Leipziger Stadtteils Stötteritz. Es besitzt eine Fläche von 16,7 Hektar und wird begrenzt im Osten durch die Pommersche Straße, im Süden von einer Kleingartenanlage und dem Gutshof Stötteritz, im Westen von einer Kleingartensparte und Betriebsgelände sowie im Norden durch das Südostbad, das Südoststadion und wiederum Kleingärten. In etwa Nord-Süd-Richtung durchquert die Oststraße das Waldgebiet.
Die Gemeine Esche, der Bergahorn, die Winterlinde, die Hainbuche und der Spitzahorn bilden den Hauptbestand an Bäumen. Einige der über 20 Meter hohen Bäume sind über 100 Jahre alt. Fuchs und Wildkaninchen sind neben der Vogelwelt hier anzutreffen.

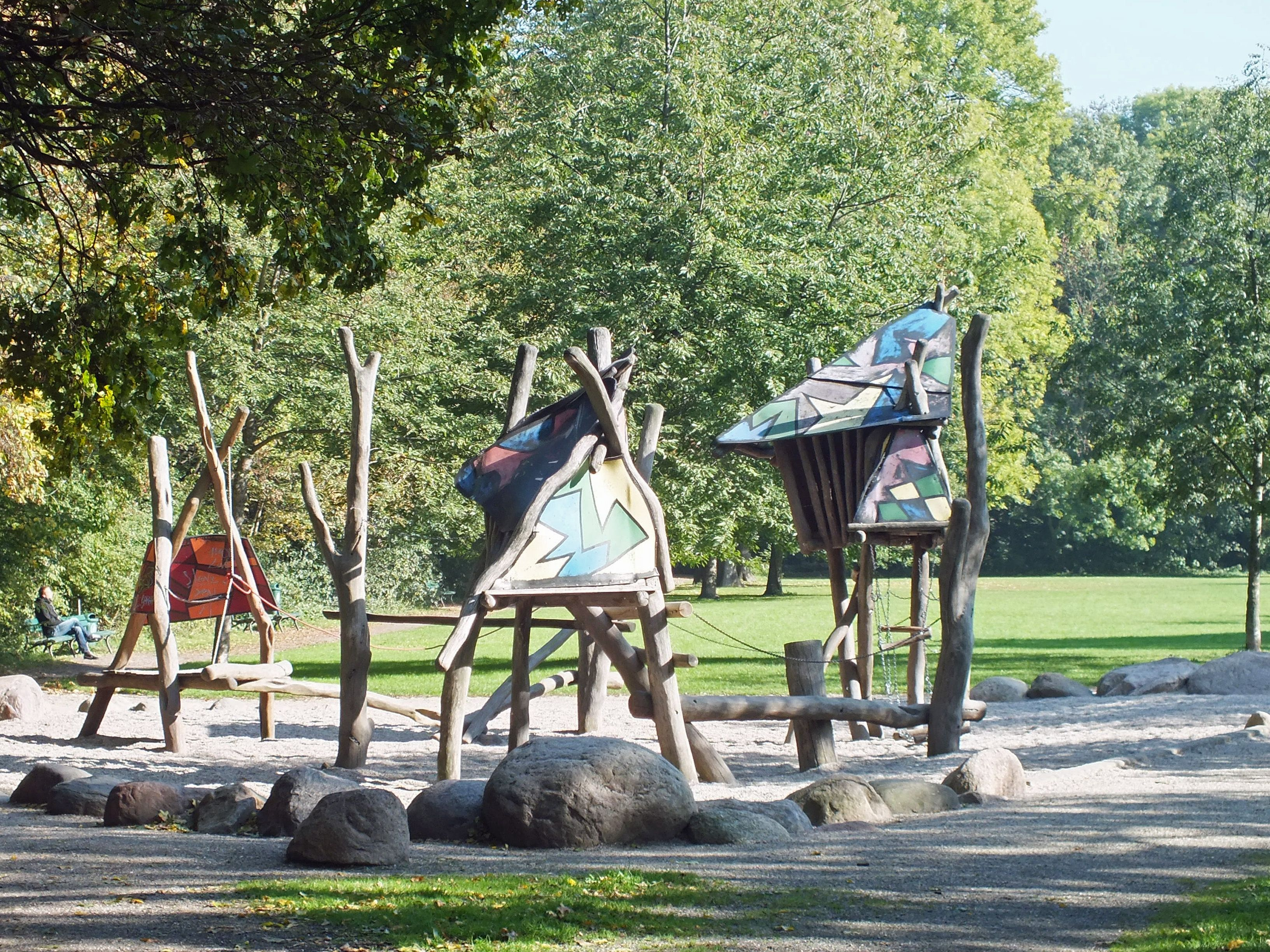
Spielplatz
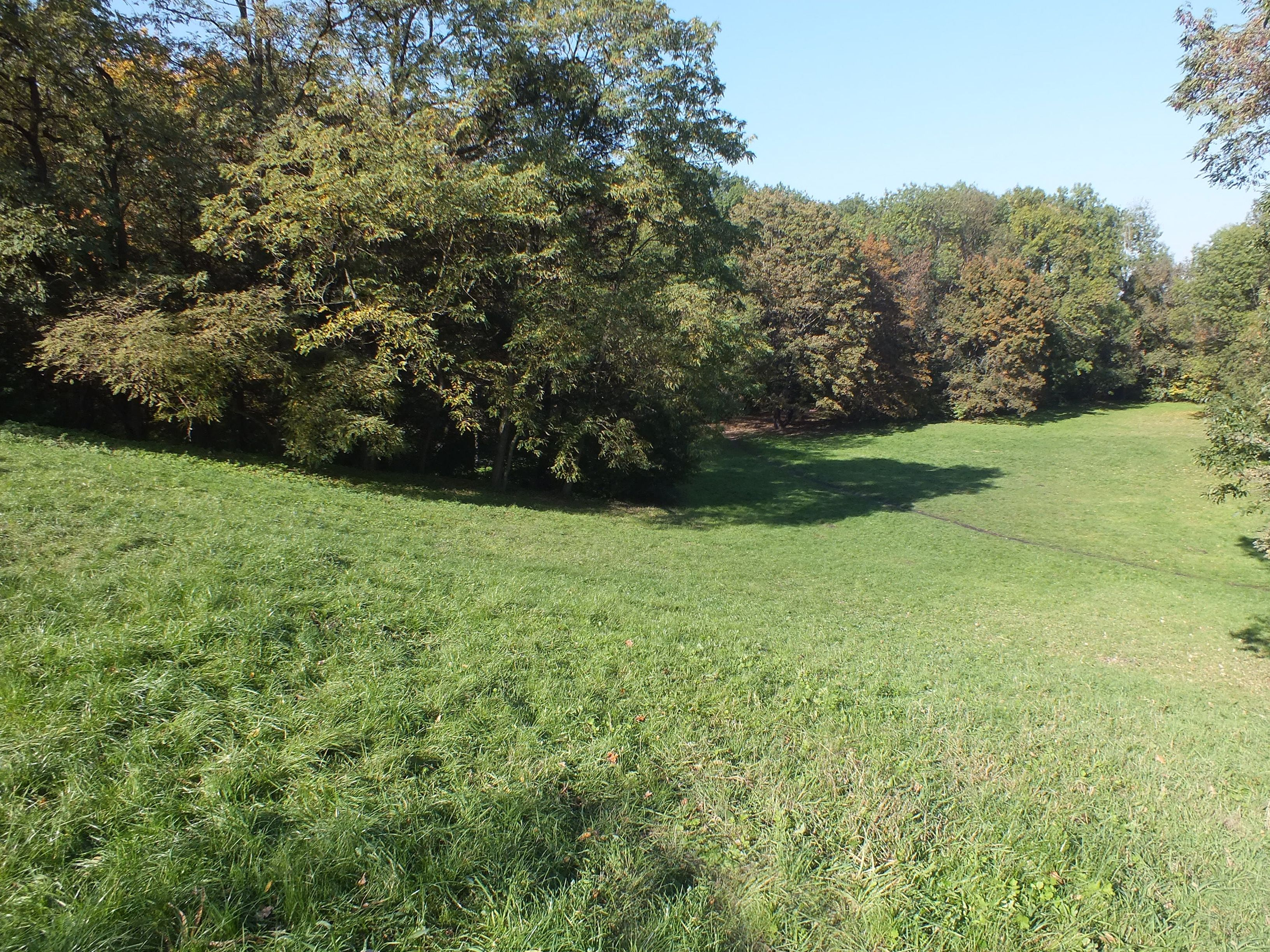
Rodelhang
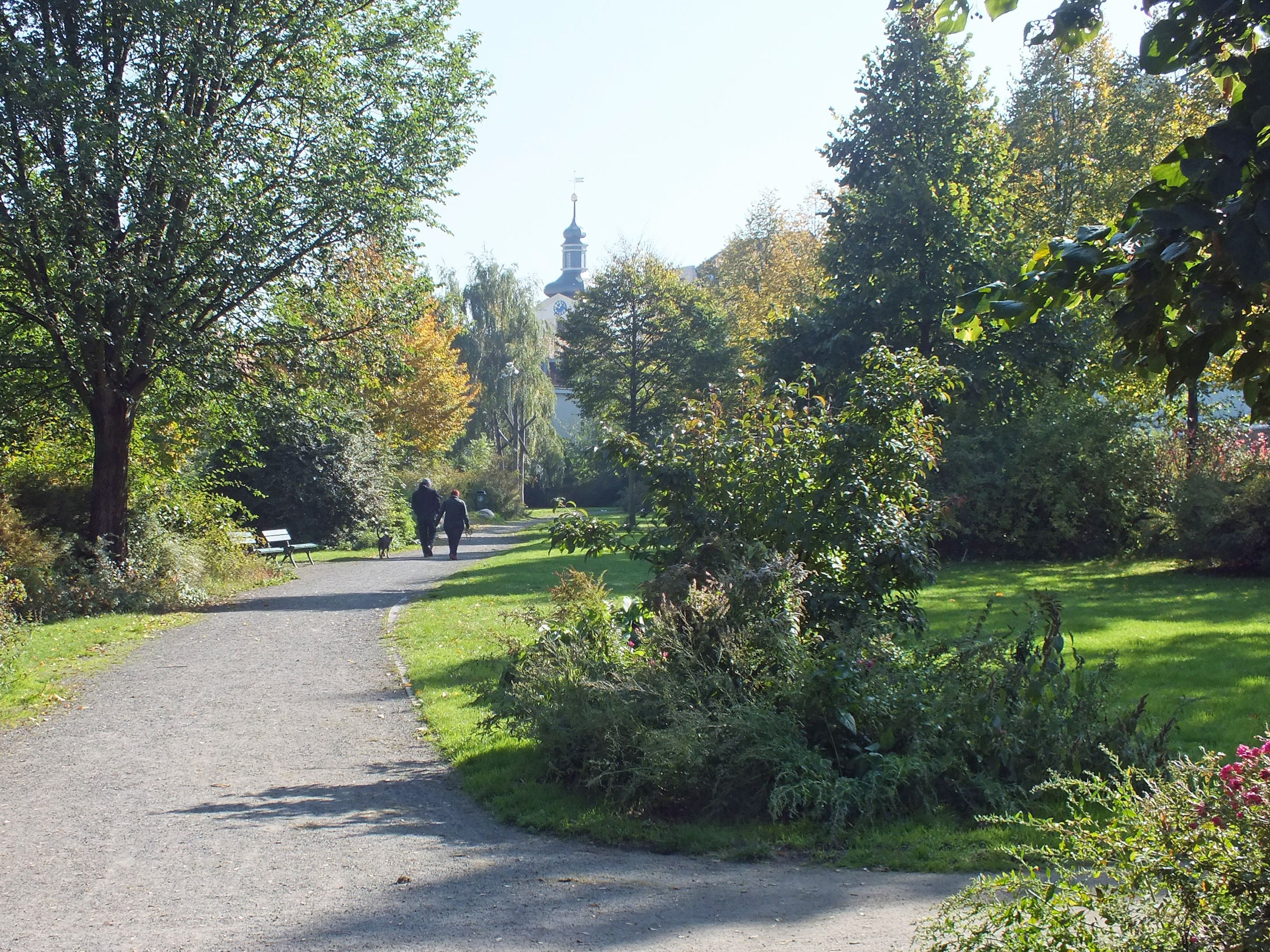
Kleinpark Hopfengarten

Das Stötteritzer Wäldchen durchziehen zahlreiche Waldwege. Es sind mehrere Kinderspielplätze vorhanden, und im mittleren Teil dient ein Hügel als Rodelhang. Dieser Hang wurde nach Stadtplänen der 70er Jahre damals als Freilichtbühne genutzt. Am Südrand ist der ehemalige Gutsteich, jetzt Teich am Stötteritzer Wäldchen, ein Angelgewässer. Der kleine Park Hopfengarten, ebenfalls am Südrand gelegen, nimmt mit seinem Namen Bezug auf eine alte Bezeichnung dieses Gebietes. Mit all dem bildet das Stötteritzer Wäldchen eine wichtige Naherholungsmöglichkeit für den Stadtteil.

## Geschichte
1790 erbte der Schriftsteller und Pädagoge Christian Felix Weiße das untere Rittergut in Stötteritz. Die sich nach Norden anschließende Flur, der Bereich des späteren Stötteritzer Wäldchens, war landwirtschaftlich genutzt und ohne Baumbestand. Weiße begann im Zuge seiner Umgestaltung des Gutes, nördlich von diesem mit Baumpflanzungen einen Landschaftsgarten im englischen Stil anzulegen. Dieser Bereich hieß Hopfengarten.

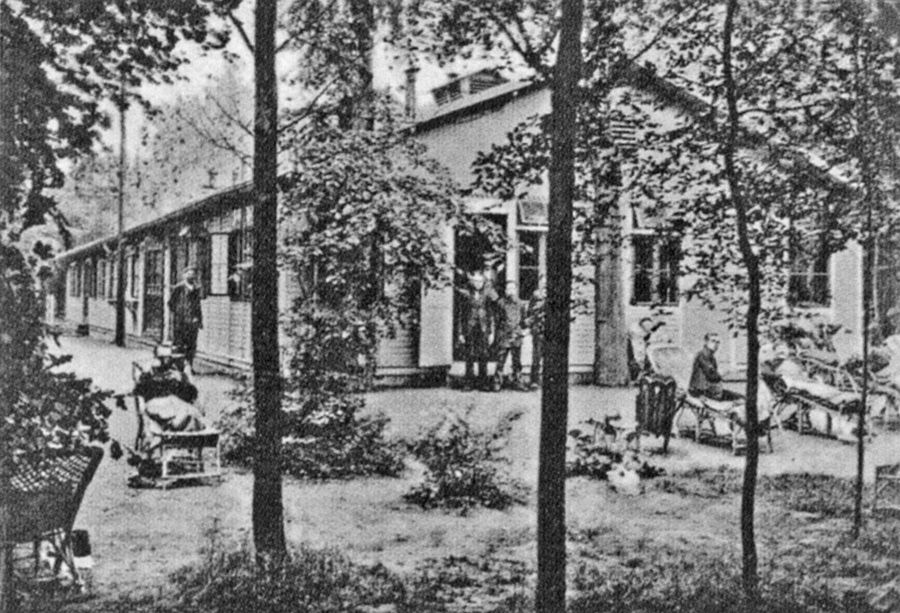
Walderholungsstätte 1914
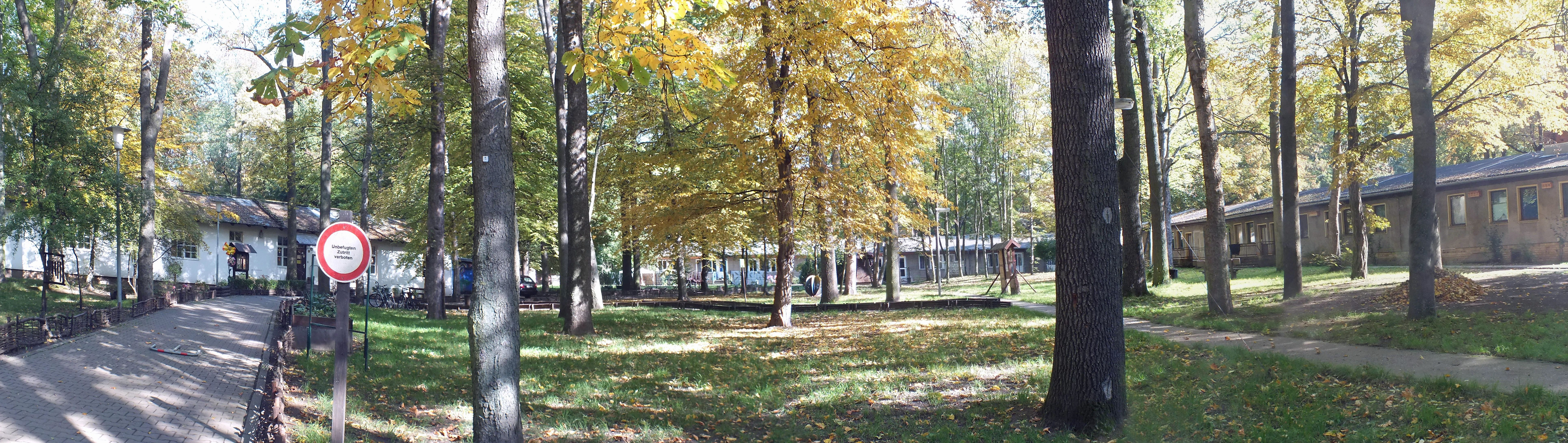
… und der Bereich im Jahr 2015

Als gegen Ende des 19. Jahrhunderts das Gut an den Rat der Stadt fiel, hatte dieser bereits von Norden her begonnen, Wald anzupflanzen, und setzte die Aufforstung nun bis zum Gut fort. 1901 konnte die 1894 unter Mitwirkung des Unternehmers Ludolf Colditz gegründete „Vereinigung zur Fürsorge für kranke Arbeiter“ im Wald eine Walderholungs- bzw. Heilstätte für lungenkranke Arbeiter eröffnen. Sie bestand aus mehreren Baracken mit Männer- und Frauenabteilung. Finanziert wurde das Unternehmen mit „Unterstützung des Rates, anderer kapitalkräftiger Stellen der Stadt, vor allem aber mit den Spenden zahlreicher Bürger“. 1926 wurde die Stätte geschlossen. Waldschule und Kindergarten waren die nächsten Nutzungsarten, bevor 1934 die Hitlerjugend die Gebäude übernahm. Heute befinden sich hier zwei Kindergärten und das Kinder- & Jugendfreizeitzentrum Oststraße des Columbus Junior e.V.
Nach dem Zweiten Weltkrieg wurden Trümmer aus den östlichen Stadtteilen ins Stötteritzer Wäldchen gefahren und zu einem Berg aufgetürmt. An dessen Nordseite entstand später die Freilichtbühne und anschließend der Rodelhang.
Durch eine Rechtsverordnung der Stadt Leipzig wurde 1995 der westlich der Oststraße gelegene Teil des Stötteritzer Wäldchens als Flächennaturdenkmal (FND) „Saatkrähenbrutkolonie Stötteritzer Wäldchen“ festgelegt, der Schutzstatus wurde 2016 wieder aufgehoben.